# Marissa Papaconstantinou
Marissa Papaconstantinou, née le 13 octobre 1999 à Toronto (Ontario), est une athlète handisport canadienne concourant en T64 pour les athlètes ayant subi une amputation au niveau d'un membre inférieur.

## Carrière
Née sans pied droit, elle commence par faire du football, tennis et basketball avant de se tourner vers l'athlétisme à l'âge de 12 ans, après avoir obtenu sa première prothèse de course. En 2017, elle commence ses études à l'université Ryerson.
En 2016, elle représente le Canada aux Jeux paralympiques où elle rate la qualification pour la finale du 100 m pour 0,06 secondes et est disqualifiée sur le 200 m pour être sortie de sa ligne. L'année suivante, elle termine 6e du 100 m et, alors qu'elle est bien placée pour monter sur le podium, elle se tord un tendon du genou et termine malgré tout la course, loin derrière les autres concurrentes.
En 2019, elle signe avec Nike et devient la première athlète canadienne sponsorisée par la marque. Lors des Jeux paralympiques d'été de 2020, elle remporte la médaille de bronze du 100 m T64 en 13 s 07 derrière la Néerlandaise Marlene van Gansewinkel (12 s 78) et l'Allemande Irmgard Bensusan (12 s 88).
En juillet 2019, elle participe aux jeux parapanaméricai
s.